# 賽歐塔鎮區 (明尼蘇達州達科他縣)
賽歐塔鎮區是位於美國明尼蘇達州達科他縣的一個行政鎮區。

## 地方資料
賽歐塔鎮區的面積為38.31平方千米，當中陸地面積為37.92平方千米，而水域面積為0.39平方千米。根據2020年美國人口普查的數據，當地共有人口460人，而人口密度為每平方千米12.01人。